# 蘇南堡傳奇
《蘇南堡傳奇》是一部1985年的劇情片，由喬治亞出生的亞美尼亞裔導演沙基·帕拉賈諾夫和喬治亞演員杜鐸·艾巴錫澤聯袂執導。這部電影在風格上與《紅塵百劫》關聯頗多，比如兩部片都使用了眞人靜態畫面，都只使用極少的對白，都運用了豐富的超現實風格，近乎夢學式的呈現。影片改編自丹尼爾·瓊卡澤依據著名喬治亞民間傳說寫成的中篇小說《蘇南堡》。

## 故事主題
電影講述了塵世的激情和亙古不變的衝突：生與死、善與惡、愛與恨。一個年輕人為拯救自己的國家和信仰而犧牲自己，被永遠封入城堡磚石之中以使堡壘堅固不倒，從而抵禦敵軍。被禁錮在城堡石壁之中的青年隱喩了一個國家經久不衰的強大精神支柱，至今依然是喬治亞人民族精神的象徵。

## 主要角色
- Leila Alibegashvili 飾 青年薇朶
- 祖納·金錫澤（英语：Zurab Kipshidze） 飾 杜爾密希漢
- 杜鐸·艾巴錫澤（英语：Dodo Abashidze） 飾 奧斯曼·艾加 / 西蒙
- 蘇菲蔻·芝奧雷妮（英语：Sofiko Chiaureli） 飾 老年薇朶
- Levan Uchaneishvili 飾 祖納

## 參看
- 《遠祖的陰影》
- 《紅塵百劫》
- 《歷劫鴛鴦》

## 外部連結
- 互联网电影数据库（IMDb）上《蘇南堡傳奇》的资料（英文）
- YouTube上的《蘇南堡傳奇》 預告片
- 香港外語電影資料網上《蘇南堡傳奇》的資料 （繁體中文）
- სერგო ფარაჯანოვი – "ამბავი სურამის ციხისა"; Sergei Parajanov – Legend of Suram Fortress （页面存档备份，存于） （格鲁吉亚文）